# July Rhapsody
Pour plus de détails, voir Fiche technique et Distribution.
July Rhapsody est un film hong-kongais réalisé par Ann Hui, sorti le 14 mars 2002.

## Synopsis
Lam Yiu-Kowk est un professeur de littérature chinoise ainsi qu'un mari et père idéal. Il tente en vain de faire partager sa passion à ses élèves comme son ancien maître, Sheng ; une passion qui lui a fait connaître celle qui deviendra sa femme, Man-Ching. Mais la vie conjugale de Lam sera bouleversée par l'amour que lui porte son affriolante élève Wu Choi-Nam.

## Fiche technique
- Titre : July Rhapsody
- Titre original : Laam yan sei sap (男 人 四 十)
- Réalisation : Ann Hui
- Scénario : Ivy Ho
- Musique : Tommy Wai
- Pays d'origine : Hong Kong
- Format : Couleurs - 1,85:1 - Dolby Digital - 35 mm
- Genre : Drame
- Durée : 103 minutes
- Date de sortie : 14 mars 2002

## Distribution
- Jacky Cheung : Lam Yiu-kwok
- Anita Mui : Lam Man-khing
- Karena Lam : Wu Choi-lam
- Eric Kot : Wong Yui
- Courtney Wu : Le père

## Récompenses
- Prix de la meilleure actrice (Anita Mui) lors du Festival du film de Changchun 2002.
- Nomination au prix du meilleur film lors du Festival du film de Vérone 2002.
- Nomination au prix de la meilleure actrice (Anita Mui), meilleure direction artistique (Lim Chung Man), meilleurs costumes et maquillages (Lim Chung Man) et meilleur film, lors du Golden Horse Film Festival 2002.
- Prix du meilleur acteur débutant (Karena Lam), meilleur scénario original et meilleur second rôle féminin (Karena Lam), lors du Golden Horse Film Festival 2002.
- Nomination au prix du meilleur acteur (Jacky Cheung), meilleure actrice (Anita Mui), meilleure direction artistique (Lim Chung Man), meilleur réalisateur et meilleur film, lors des Hong Kong Film Awards 2002.
- Prix du meilleur acteur débutant (Karena Lam), meilleur scénario et meilleure second rôle féminin (Karena Lam), lors des Hong Kong Film Awards 2002.
- Prix du film du mérite lors des Hong Kong Film Critics Society Awards 2002.
- Prix du meilleur second rôle féminin (Karena Lin) lors des Golden Bauhinia Awards 2003.

## Autour du film
- July Rhapsody est l'avant dernier film dans lequel joua Anita Mui, décédée le 30 décembre 2003 à l'âge de quarante ans, des suites d'un cancer du col utérin.
- Le titre en anglais, qui signifie la Rhapsodie de juillet, est un écho à un des derniers films d'Akira Kurosawa : Rhapsodie en août.